# 金洋控股
金洋控股有限公司（英文：Goldjoy Holding Limited）於2016年12月12日成為中國金洋集團有限公司(港交所：1282)成員。由中國金洋及中國銀盛證券集團併購後成立之子公司。旗下有六間子公司提供環球證券商品投資、資產管理、財富管理、財務策劃、基金等領域之金融服務及產品。
中國金洋集團主席是姚建輝先生，即寶能系前海人壽大股東姚振華先生之胞弟，中國銀盛證券集團主席是張烈雲先生，他和著名股評人郭家耀先生同時亦是金洋控股執行董事。

## 旗下子公司
- 中國金洋財富管理有限公司 （页面存档备份，存于）

- 中國金洋資產管理有限公司 （页面存档备份，存于）

- 中國金洋證券有限公司 （页面存档备份，存于）

- 中國金洋金業有限公司 （页面存档备份，存于）

- 中國金洋信貸有限公司 （页面存档备份，存于）

- 上海雄愉投资管理有限公司 （页面存档备份，存于）